# Attila Sudár
Attila Sudár, född 11 april 1954 i Budapest, är en ungersk vattenpolospelare. Han ingick i Ungerns landslag vid två olympiska spel.
Sudár tog OS-guld i den olympiska vattenpoloturneringen i Montréal. I den olympiska vattenpoloturneringen i Moskva tog han OS-brons och gjorde tre mål.
Sudár tog EM-guld i Jönköping 1977.